# Saturday Night (Whigfield)
Saturday Night is een nummer van de Deense zangeres Whigfield uit 1994. Het is de eerste single van haar titelloze debuutalbum.
Het nummer leverde Whigfield meteen een enorme hit op. Het wist in veel Europese landen de nummer 1-positie te behalen. In Whigfields thuisland Denemarken behaalde "Saturday Night" de tweede positie. In de Nederlandse Top 40 haalde het nummer de 7e positie, en in de Vlaamse Radio 2 Top 30 de 10e.